# Kerenszkij-offenzíva
A Kerenszkij-offenzíva (oroszul: Наступление Керенского), amelyet Oroszországban júniusi offenzívának, (oroszul: Июньское наступление) a nyugati történetírásban júliusi offenzívának is neveznek, június 18/július 1-től július 6/18-ig tartott, és az első világháború utolsó orosz offenzívája volt.

## Háttér
Az offenzívára Alekszandr Kerenszkij, az orosz Ideiglenes Kormány hadügyminisztere adott utasítást, és Bruszilov tábornok vezette. A döntést rosszul időzítették, mert a februári forradalom után erős békevágy uralkodott, különösen a hadseregben, melynek harcképessége gyorsan csökkent.
A szolgálati fegyelem az orosz hadseregben kritikus pontot ért el a cár lemondása óta. A Petrográdi Szovjet 1. számú parancsa radikálisan meggyengítette a tisztek hatalmát azzal, hogy a katonatanácsoknak lehetőséget adott a parancsok felülbírálására. A halálbüntetés eltörlése szintén hozzájárult a helyzet kialakulásához, valamint a forradalmi agitátorok nagy számú jelenléte a fronton (beleértve a bolsevik agitátorokat, akik defetista nézeteket hirdettek – és akiket Kerenszkij jóval nagyobb mértékben eltűrt, mint a konzervatív agitátorokat). A zendülések és lázadások a fronton gyakori események lettek, a tisztek gyakran váltak a katonák zaklatása, sőt gyilkosság áldozatává. Mi több, az új kormány háborús erőfeszítéssel kapcsolatos politikája az volt, hogy teljesítik Oroszország szövetségesei iránti kötelezettségeit, nem pedig az, hogy a végső győzelemért harcolnak, ezzel kevésbé hiteles motivációt adott a katonáknak a harchoz.
Kerenszkij azonban remélte, hogy a jelentős orosz győzelem népszerűvé tenné őt, és helyreállítaná a katonák harci morálját, ezzel így erősítené a gyenge Ideiglenes Kormányt és bizonyítaná „a világ legdemokratikusabb hadserege” harcképességét, ahogy az orosz hadsereget emlegette.

## Az offenzíva
1917. június 18-i kezdettel (a Gergely-naptár szerint július 1-jétől) az orosz csapatok megtámadták a Galíciában tevékenykedő osztrák–magyar és német alakulatokat, és előrenyomultak Lemberg, az 1914-es sikerek helyszíne és Bruszilov előző nyári offenzívájának célpontja felé. A hadműveletekben az orosz 11., 7. és 8. hadsereg, illetve az osztrák–német vegyes Déli Hadsereg (Felix Graf von Bothmer tábornok), valamint az osztrák–magyar 7. és 3. hadsereg vett részt.
Az oroszok kezdeti sikerei a nagy erejű tüzérségi előkészítés eredményei voltak. Az ellenség korábban soha nem volt tanúja ilyen gyilkos erejű tűznek az orosz fronton. Bebizonyosodott, hogy az osztrákok nem képesek ellenállni ennek a tüzérségi előkészítésnek, és az ellenséges vonalakban keletkezett széles rés miatt az első két nap alatt az oroszok előrenyomulás közben nem ütköztek ellenállásba. A német csapatok visszaverése azonban sokkal nehezebbnek bizonyult, és makacs ellenállásuk súlyos veszteségeket okozott a támadó oroszok soraiban. Ahogy az oroszok veszteségei halmozódtak, a gyalogság demoralizálódásának jelei hamar megjelentek, és a további sikerek csak a lovasság, a tüzérség és a Kornyilov tábornok által létrehozott speciális „rohamzászlóaljak” tevékenységének voltak köszönhetőek. A többi seregtest, legnagyobb részben, megtagadta az utasítások teljesítését. A harcoló alakulatok katonái úgy érezték, az eddigi harcok során megtették a magukét, a hátsó csapatok viszont megtagadták a felváltásukat. A katonatanácsok megvitatták, engedelmeskedjenek-e a tiszteknek vagy sem. Még ha a hadosztály nem is tagadta meg kereken, hogy harcoljon, egyetlen utasításnak sem engedelmeskedtek, amíg a hadosztály katonatanácsa nem vitatta meg, és ha az utóbbi úgy is döntött, hogy engedelmeskedik, gyakran túl késő volt ahhoz, hogy bármi haszna legyen. Súlyosabb eseményekre is sor került: a katonák nagy számban dezertáltak, a dezertőrök pedig erőszakoskodtak és fosztogattak a hátországban.
Július 1-ig (a Gergely-naptár szerint július 16-ig) az orosz előrenyomulás teljesen összeomlott. Július 3-án a németek és az osztrákok ellentámadást indítottak, nem sok ellenállásba ütköztek, és a Zbrucz folyóig előretörtek Galícián és Ukrajnán át. Az orosz vonalakat két nap múlva áttörték, és július 8-ig az oroszok mintegy 240 kilométert vonultak vissza.

## Következmények

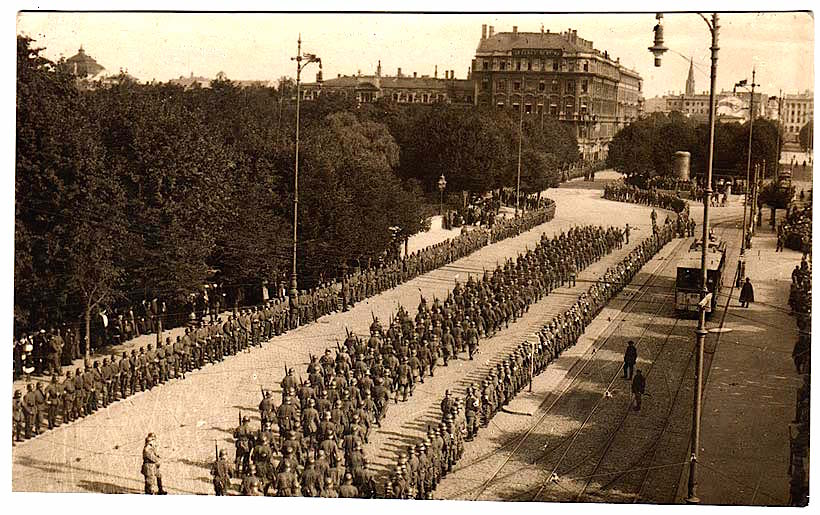
1917. szeptember 3-án a német csapatok bevonulnak Rigába

Az orosz Ideiglenes Kormányt jelentősen meggyengítette ez a katonai katasztrófa, és a bolsevik államcsíny lehetősége egyre valósabb lett. Ahelyett, hogy erősítette volna az orosz hadsereg morálját, ez a támadás bebizonyította, hogy az orosz hadsereg harci morálja már nem létezik. Egyetlen orosz tábornok sem számíthatott rá ezután, hogy a parancsnoksága alatt álló katonák valóban megteszik, amire parancsot kaptak.
Ez az offenzíva bukásával hozzájárult a júliusi bolsevik puccskísérlethez, és hatással volt a romániai front helyzetére is. A Kerenszij-offenzívát támogató orosz–román vegyes csapatok áttörték az osztrák–magyar frontot Mărăştinál, de előrenyomulásukat le kellett állítani. Az offenzíva utáni napokban éles szóváltásra került sor a vezérkar tagjai, illetve Kerenszkij között, valamivel később Kerenszkij leváltotta Bruszilovot, és Kornyilov tábornokot nevezte ki a helyére.
Még egy ütközet zajlott a németek és az oroszok között 1917-ben. 1917. szeptember 1-jén a németek támadást indítottak és elfoglalták Rigát. A várost védő orosz katonák nem voltak hajlandóak harcolni, és elmenekültek az előretörő német csapatok elől.

## Fordítás
- Ez a szócikk részben vagy egészben  a   Kerensky Offensive című angol Wikipédia-szócikk ezen változatának fordításán alapul.  Az eredeti cikk szerkesztőit annak laptörténete sorolja fel. Ez a jelzés csupán a megfogalmazás eredetét és a szerzői jogokat jelzi, nem szolgál a cikkben szereplő információk forrásmegjelöléseként.